# Anoplomus cassandra
Anoplomus cassandra är en tvåvingeart som först beskrevs av Osten Sacken 1882.  Anoplomus cassandra ingår i släktet Anoplomus och familjen borrflugor. Inga underarter finns listade i Catalogue of Life.